# Michael Okpara
Michael Iheonukara Okpara (25 desembre 1920 – 17 desembre 1984) fou un dirigent polític i primer ministre de la Regió Oriental de Nigèria durant la Primera República, de 1959 a 1966. Als 39 anys fou el primer ministre més jove del país. Fou un fort defensor del que es va anomenar "socialisme pragmàtic" i va creure que la reforma agrària era crucial en l'èxit definitiu de Nigèria.

## Inicis
Michael Okpara, un ohuhu-igbo, va néixer el desembre 1920 a Umuahia, avui a l'estat d'Abia a Nigèria. Tot i que era fill d'un peó, fou capaç d'assistir a escoles de missioners i més tard va anar a la Uzuakoli Methodist University, on va guanyar una beca per estudiar medicina al Yaba Higher College, a Lagos. Va completar els seus estudis mèdics a l'Escola Nigeriana de Medicina, va treballar breument com a agent mèdic del govern abans de retornar a Umuahia per instal·lar una consulta privada.
Mentre estava ocupat en la seva pràctica, va desenvolupar un interès en el moviment zikista (anomenat així per Nnamdi Azikiwe), l'ala militant del Consell Nacional de Nigèria i els Cameruns (NCNC). Després que treballadors que es manifestaven van ser disparats per la policia a les mines de carbó a l'Estat d'Enugu el 1949, Okpara va ser arrestat per la seva complicitat al·legada en els aldarulls, encara que fou aviat alliberat. Després que la regió Oriental va obtenir autogovern el 1952, va ser elegit a la Cambra de l'Assemblea Oriental pel partit NCNC. Entre 1952 i 1959 va exercir diverses posicions de Gabinet a Nigèria Oriental, variant de Ministre de Salut a Ministre d'Agricultura i Producció.
El 1953, quan legisladors de NCNC es van oposar a les directrius del líder del partit en contra de la constitució, va quedar en el bàndol lleial i va unir forces amb Azikiwe. El novembre 1960, quan Azikiwe va deixar la política activa per esdevenir el primer Governador General africà de Nigèria, Okpara va ser elegit dirigent del NCNC al seu lloc. El seu llenguatge franc va portar a tensions severes en les relacions entre el seu partit i el Congrés dels Pobles del Nord que governaven junts a nivell federal.

## Després que independència
Okpara fou el dirigent del NCNC i primer ministre de Nigèria Oriental durant la Primera República de 1959 a 1966. Tot i que fou un dels polítics detinguts després del cop militar de gener de 1966, va sobreviure quan els altres dos cap de govern (Nord i Oest) van ser assassinats pels militars. Quan el partit fou prohibit fou empresonat però alliberat poc després. El 1966 el partit fou prohibit pels militars (com tots els partits de Nigèria) i el 1967 va donar suport a la independència de Biafra.
Un fort defensor de l'anomenat "socialisme pragmàtic", va creure que la salvació de Nigèria depenia d'una revolució en l'agricultura. Amb aquesta finalitat, va adquirir i va dirigir una gran granja a la seva ciutat natal, que va anomenar Umuegwu Okpuala Mixed Farms, la qual va inspirar molts dirigents nigerians orientals a seguir aquesta via. També va ser el primer defensor del desenvolupament de l'educació i la infraestructura de Nigèria Oriental.
Mai va posseir una casa pròpia mentre va ser al govern. Quan la Guerra Civil nigeriana es va acabar, va anar a l'exili a Irlanda. Abans del seu retorn de l'exili el 1979, el seu parents i amics van fer una col·lecta per construir-li una casa en el seu poble, Umuegwu. Okpara va morir el 17 de desembre de 1984.

## Llegat
l'Avinguda Michael Okpara a Abuja és anomenada en el seu record, igual que la Michael Okpara University of Agriculture a Umudike, la Okpara Square a Enugu i la Michael Okpara University of Agriculture a l'estat d'Imo (després rebatejada Imo State Polytechnic). Va rebre el premi de GCON (Gran Comandant de l'Ordre del Níger), un dels honors més alts de Nigèria, el 1964. Hi ha també una estàtua d'ell a Enugu, a l'estat d'Enugu.